# Cymatophoropsis expansa
Cymatophoropsis expansa är en fjärilsart som beskrevs av Constant Vincent Houlbert 1921. Cymatophoropsis expansa ingår i släktet Cymatophoropsis och familjen nattflyn. Inga underarter finns listade i Catalogue of Life.